# Adenanthera
Adenanthera és un gènere de planta pertanyent a la família de les fabàcies.

## Taxonomia
A juny de 2024, s'accepten 12 espècies d'aquest gènere:
- Adenanthera abrosperma
- Adenanthera aglaosperma
- Adenanthera borneensis
- Adenanthera forbesii
- Adenanthera intermedia Merr. (Filipines)
- Adenanthera kostermansii
- Adenanthera malayana
- Adenanthera mantaroa
- Adenanthera marina
- Adenanthera microsperma
- Adenanthera novoguineensis
- Adenanthera pavonina L. (Índia)